# Antonio Rodilla Zanón
Antonio Rodilla Zanón (Siete Aguas, Valencia, 11 de noviembre de 1897 - Valencia, 30 de diciembre de 1984) fue un sacerdote católico español. Director del Colegio Mayor san Juan de Ribera de Burjasot.

## Biografía
Comenzó sus estudios eclesiásticos en el seminario conciliar de Valencia, donde cursó latín y humanidades (1909-1913), para continuarlos en el Real Colegio del Corpus Christi (1914-1921), con tres años de filosofía y cinco de teología. Recibió la ordenación sacerdotal el 12 de junio de 1921, y celebró su primera misa en la Iglesia del Patriarca.
Su primer destino pastoral le llevó como coadjutor a Castalla, Alicante (1921-1923). El 18 de julio de 1923 fue nombrado vicedirector del Colegio Mayor san Juan de Ribera (Burjasot), dirigido por Vicente Garrido Pastor. Posteriormente fue director de dicha institución hasta el 1 de noviembre de 1939. Durante estos dieciséis años centró su labor sacerdotal en la formación de jóvenes universitarios que, tiempo después, fueron prestigiosas figuras en las ciencias, las letras y las artes, como por ejemplo: Rafael Calvo Serer, José Corts Grau, Pedro Laín Entralgo, Juan José López Ibor, Francisco Lozano o Alberto Sols García, entre otros. Allí promovió la publicación de la revista universitaria Norma (marzo de 1935).
La sublevación militar del 18 de julio le sorprendió en Mallorca. Allí sirvió como capellán castrense voluntario en el crucero auxiliar Mallorca, un buque mercante incorporado a la Marina de Guerra. El 29 de septiembre de 1938, el arzobispo Prudencio Melo y Alcalde le nombró vicario general de la zona liberada de la archidiócesis de Valencia, estableciéndose en Zucaina, Castellón. Como vicario general concedió el imprimatur a Camino, la obra más emblemática de Josemaría Escrivá, que había sido editada por primera vez en Valencia en 1939. Rodilla había conocido a Escrivá en 1934, iniciándose una amistad que se mantuvo durante toda su vida. Rodilla encargó a Escrivá la predicación de dos tandas de ejercicios espirituales para estudiantes en el Colegio Mayor san Juan de Ribera (junio y septiembre de 1939).
Posteriormente ocupó diversos cargos: canónigo de la catedral de Valencia (20 de junio de 1939); director y prefecto de estudios (5 de enero de 1940); consiliario diocesano de la juventud masculina de Acción Católica, de los estudiantes católicos (FREC) y de la Asociación Católica Nacional de Propagandistas. Durante los cinco años en que estuvo al frente de la vicaria general (1939-1944) reorganizó la diócesis valenciana, junto con el arzobispo Melo, el vicario general Pedro Tomás Montañana, y el secretario de cámara, Guillermo Hijarrubia Lodares.
Desde 1944 hasta 1969 se dedicó en exclusividad al Seminario Metropolitano de Valencia. A lo largo de esos años se construyó el nuevo edificio en Moncada, el traslado desde la calle Trinitarios, la promoción de los estudios eclesiásticos y la formación humana de los seminaristas; la preparación de profesores y superiores de diversas universidades pontificias, y católicas españolas y extranjeras.
Su hermano Vicente (1901–1974), fue un escultor imaginero de gran prestigio durante la postguerra española.

## Obras
- Sacerdocio Secular, Valencia, Soler, 1965, 171 pp.
- Oblación, Valencia, Soler, 1967, 144 pp.
- Sermones, Valencia, Soler, 1972, 138 pp.
- Sólo Tú Señor, Valencia, Artes Gráficas, Soler, 1973, 159 pp., ISBN 84-400-6139-0
- Meditación, Valencia, Soler, 1975, 193 pp. ISBN 8440090366
- Hablar con Dios, Valencia, Colegio de Corpus Christi, 1983, 1ª, 115 pp. ISBN 84-398-0617-5
- Procesión eucarística, Valencia, Colegio de Corpus Christi, 1985, 119 pp. ISBN 84-398-4158-2
- Santidad y cultura: homenaje a D. Antonio Rodilla Zanón, Valencia, Facultad de Teolofia San Vicente Ferrer, 1986, 363 p. ISBN 848606712X